# Het Turkse bad

Jean Auguste Dominique Ingres: Het Turkse bad (1862), Louvre, Parijs

Het Turkse bad (Le Bain turc) is een schilderij van Jean Auguste Dominique Ingres uit 1862. Dit oriëntalistische werk stelt een menigte vrouwen in een harem voor. Het werk bevindt zich in het Louvre (RF 1934).

## Beschrijving
Het tondo is met olieverf op doek geschilderd en dit doek werd vervolgens op een houten paneel gekleefd. Het schilderij is 108 cm hoog en 110 cm breed.
Ingres maakte dit schilderij op 82-jarige leeftijd; hij schreef trots op het schilderij: AETATIS LXXXII (op de leeftijd van 82 jaar). Om dit tableau te realiseren heeft Ingres geen modellen nodig gehad. Hij putte uit de talrijke schetsen en tableaus die hij gedurende zijn carrière had gemaakt. We vinden eveneens de figuren terug uit zijn vele Baigneuses en Odalisques, die hij meestal alleen voorgesteld tekende, op een bed gelegen of aan de kant van een bad. De bekendste figuur die opnieuw werd gekopieerd is: De baadster van Valpinçon, die het centrale element in de compositie vormt. In zijn eerste versie (1859) was het schilderij vierkant. Later, in 1862, heeft Ingres het schilderij verder afgewerkt en het zijn bijzondere, ronde vorm gegeven.

## Herkomst
In 1859 was het schilderij in de collectie van prins Napoleon Eugène Lodewijk Bonaparte. Hij ruilde het met de schilder voor een zelfportret van Ingres. Na 1864 was het in het bezit van Khalil Bey, de Ottomaanse ambassadeur in Frankrijk. Die verkocht het in 1868 aan Constant Say. Het was achtereenvolgens eigendom van Henry Say en diens schoonbroer prins Louis-Amédée de Broglie. Het schilderij werd in 1911 aangekocht door de Société des Amis du Louvre dankzij een renteloze lening van 150.000 franc van de Parijse industrieel en kunstverzamelaar Maurice Fenaille.

## Afbeeldingen

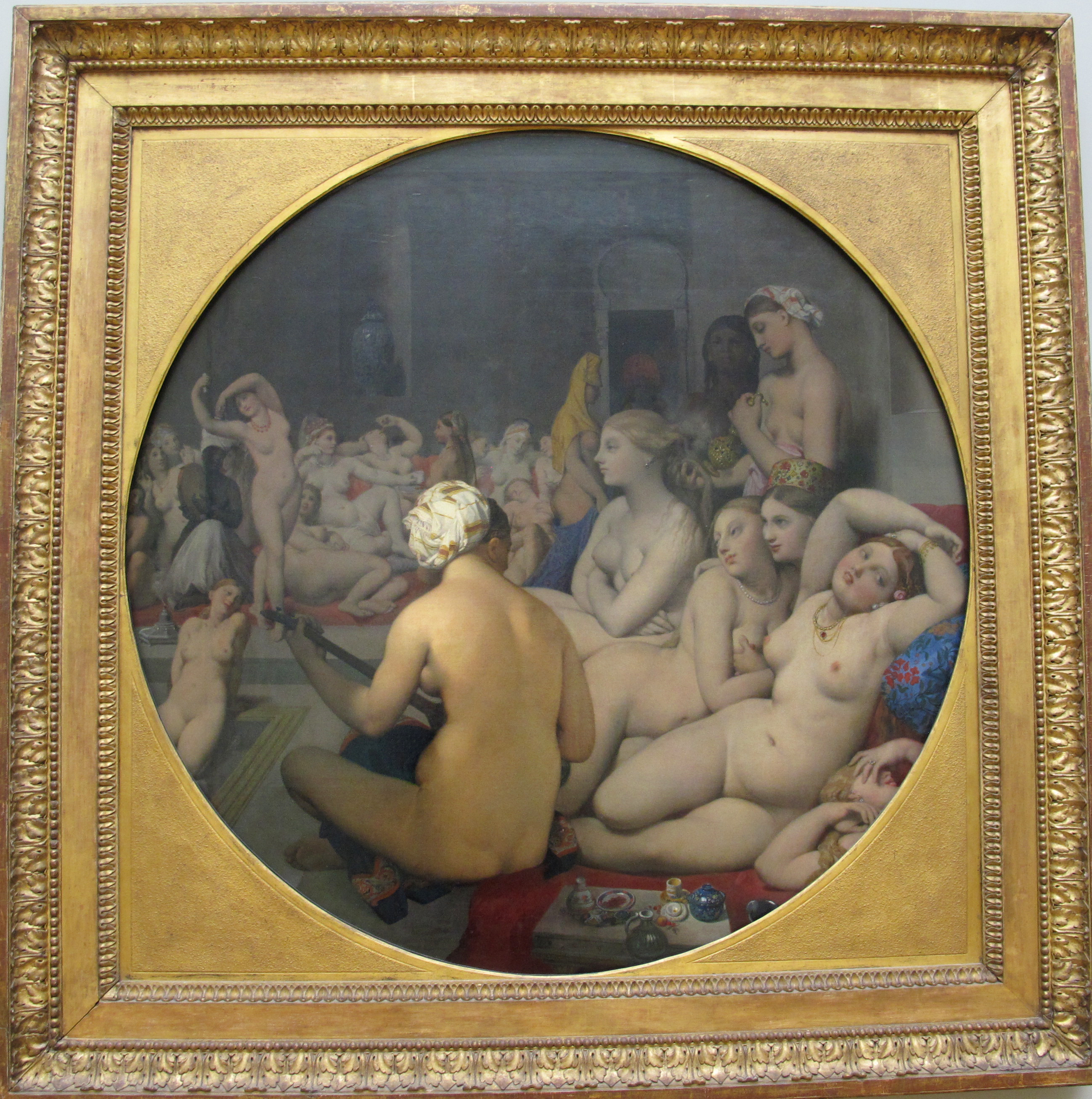
Schilderij met lijst
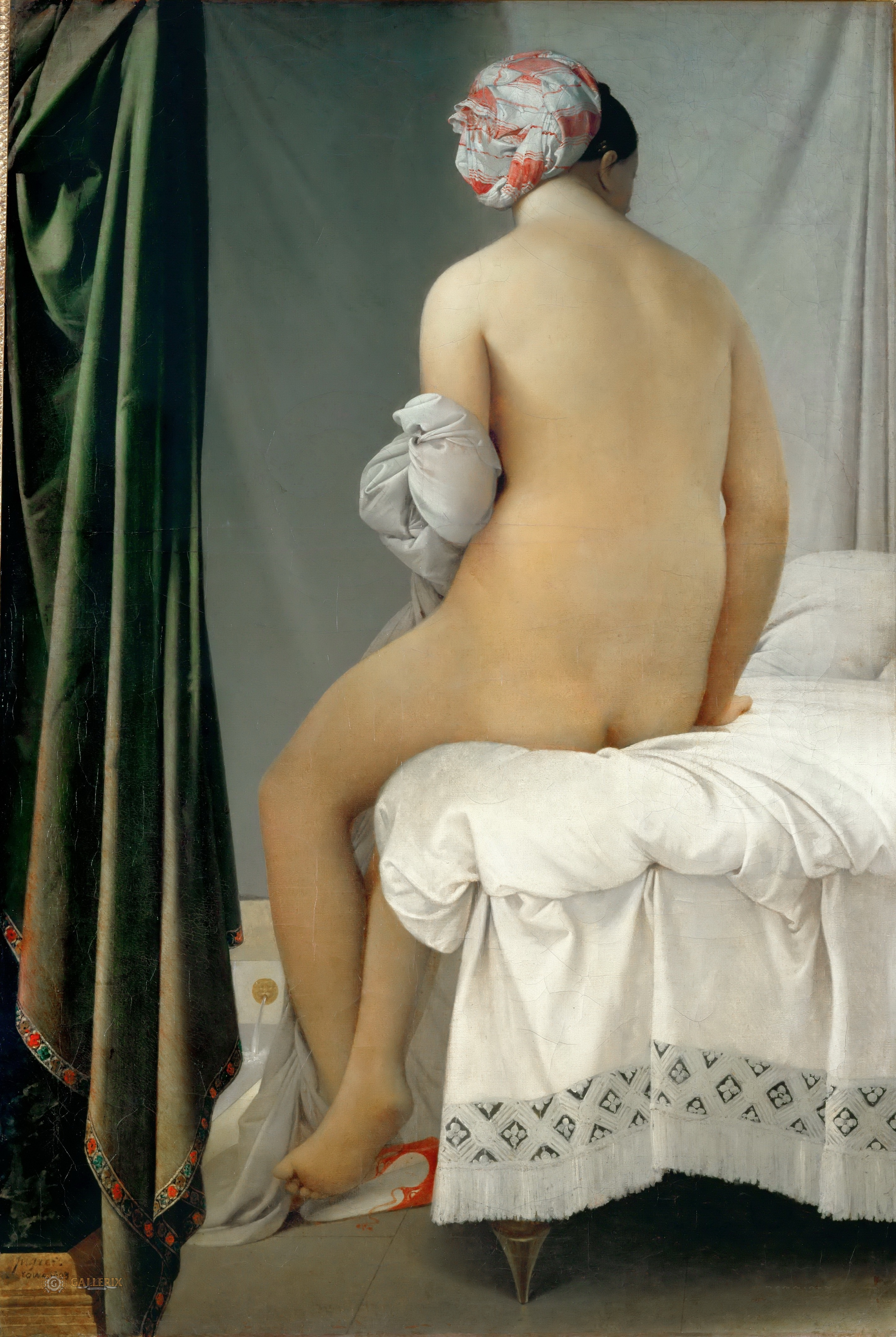
De baadster van Valpinçon

De baadster van Valpinçon (1808) · La grande odalisque (1814) · Louise de Broglie, Contesse d'Haussonville (1845) · De bron (1856) · Het Turkse bad (1862)
- Marburg Picture Index: 20087097
- Bibliothèque nationale de France: cb12559727g (data)
- Gemeinsame Normdatei: 4407299-5
- Joconde: 000PE001525
- Virtual International Authority File: 190592575